# Palais Žofín
Le Palais Žofín est un palais Néo-Renaissance de Prague, en République Tchèque. C'est un centre culturel, un lieu de concerts, de bals, de conférences et d'expositions.
Il est situé sur l'île Slovanský (Île Slave, ou Île des Slaves), une île sur la rivière Vltava à Nové Město (Nouvelle Ville), non loin du centre de Prague. 

## Histoire
L'île sur la rivière Vltava a été formée au XVIIIe siècle. Endommagée par les inondations en 1784, elle a alors été protégée par un mur et arborée. En 1830, l'île, connue alors sous le nom de Barvířský Ostrov (Ile des Teinturiers), a été achetée par Václav Novotný, un meunier. Celui-ci a alors créé un bâtiment Néo-Renaissance en 1836-1837, nommé d'après la Princesse Sophie de Bavière (Žofie en tchèque), mère de l'Empereur Autrichien François-Joseph Ier. Le bâtiment, de plain-pied, comportait une salle de concert et une salle sociale, et a été inauguré en 1837 avec un ballon,,,.
Le Congrès Slave de Prague a eu lieu ici en 1848. En 1925, pour commémorer l'événement, l'île a été rebaptisée Slovanský Ostrov.
En 1884, la Ville de Prague a acheté l'île, y compris le palais, qu'elle a reconstruit avec deux étages. L'extérieur et l'intérieur ont été rénovés de 1991 à 1994.

## Spectacles musicaux
Antonín Dvořák a tenu son premier concert ici en 1878. Berlioz, Liszt, Tchaïkovski et Wagner se sont également produits en concert dans le palais. Má vlast, un ensemble de six poèmes symphoniques de Bedřich Smetana, ont été interprétés intégralement pour la première fois dans le Palais Žofín le 5 novembre 1882.

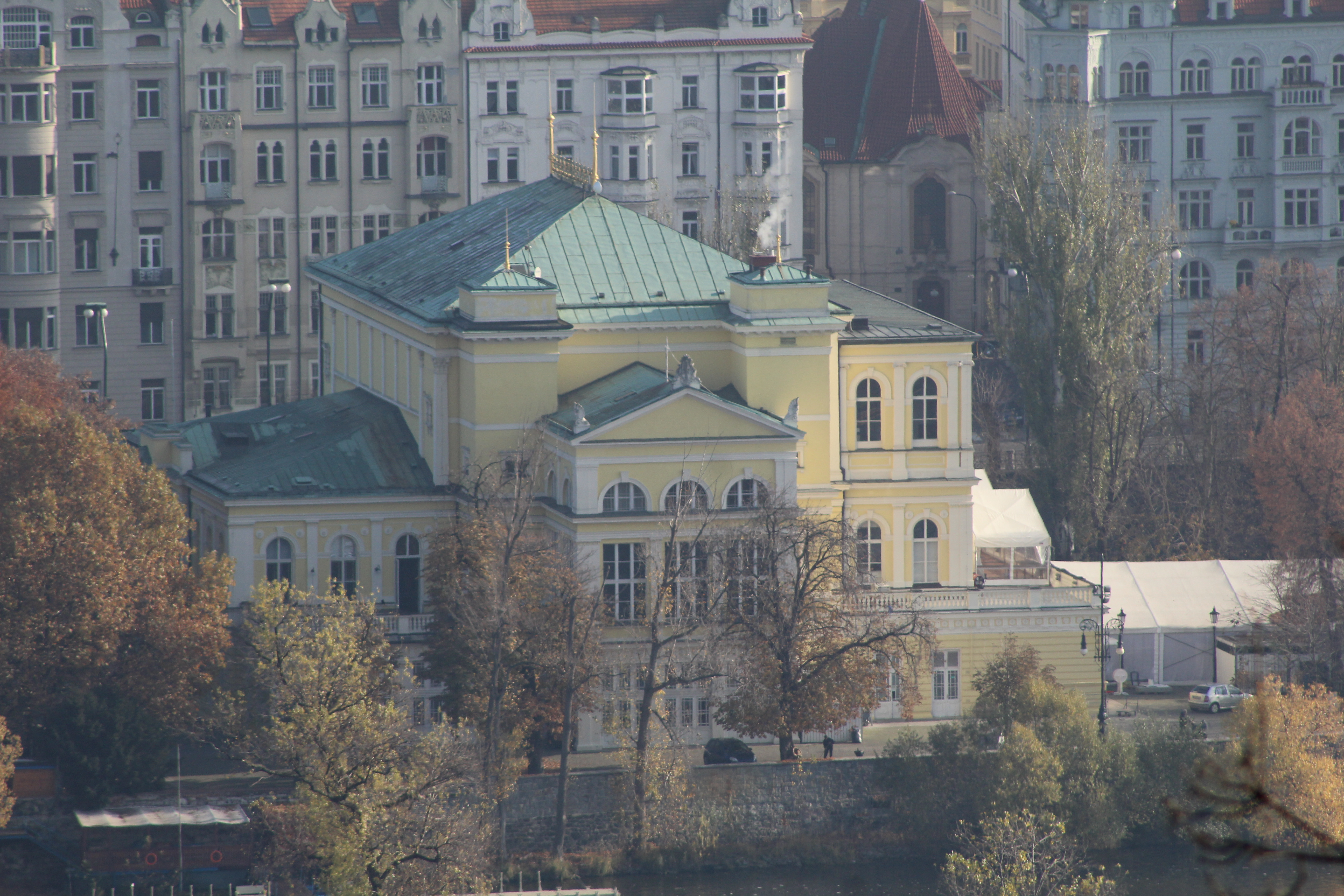
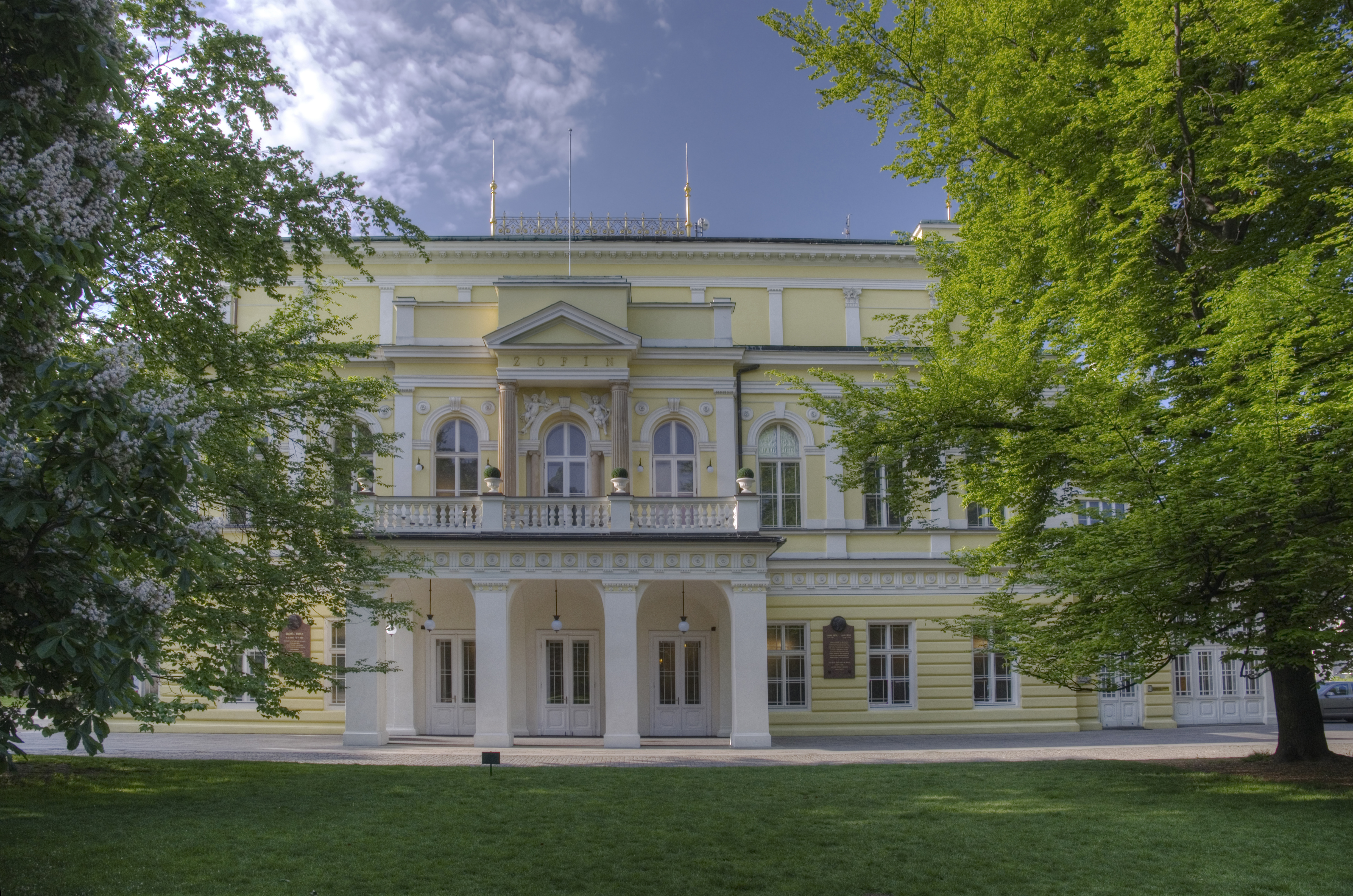
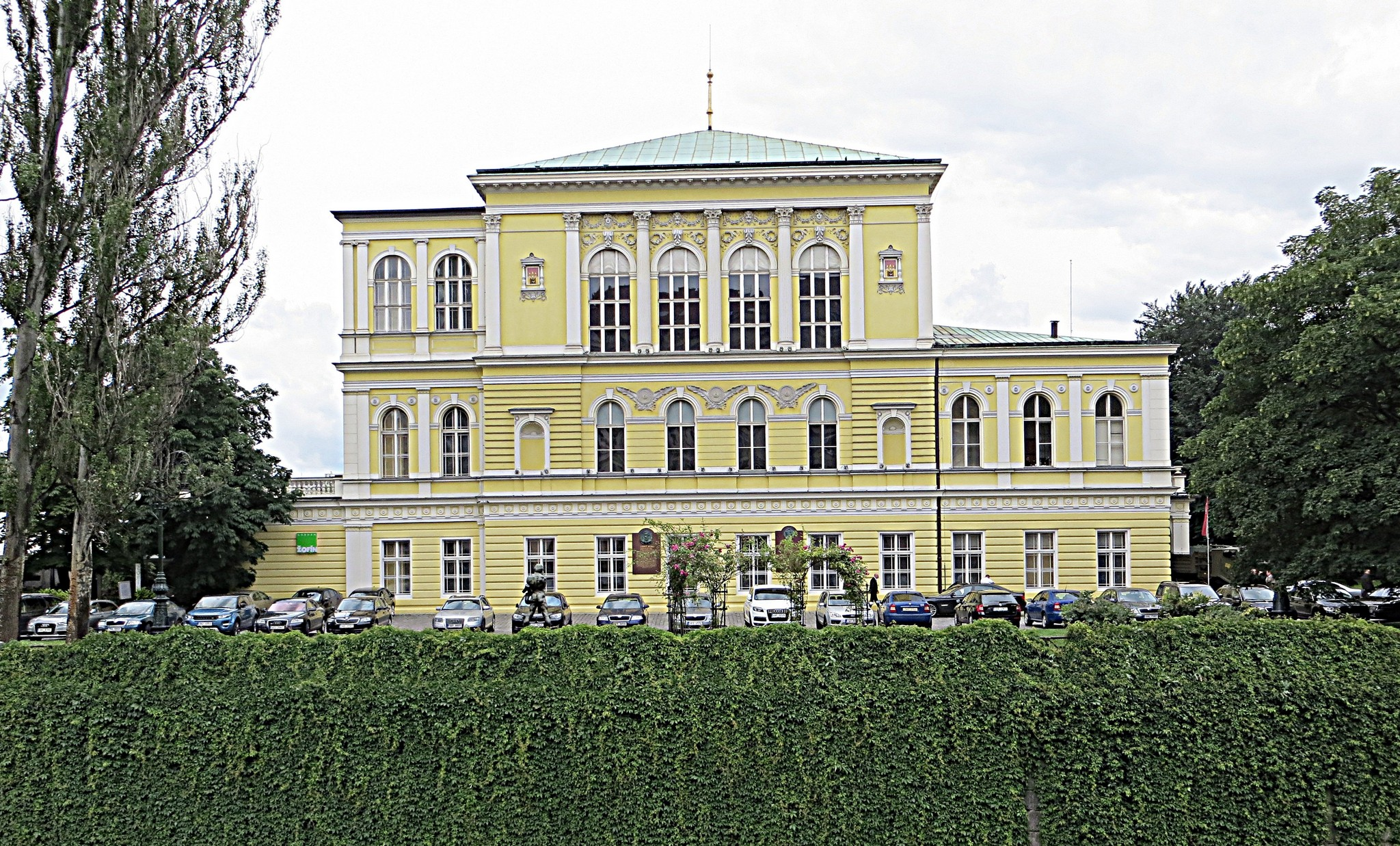
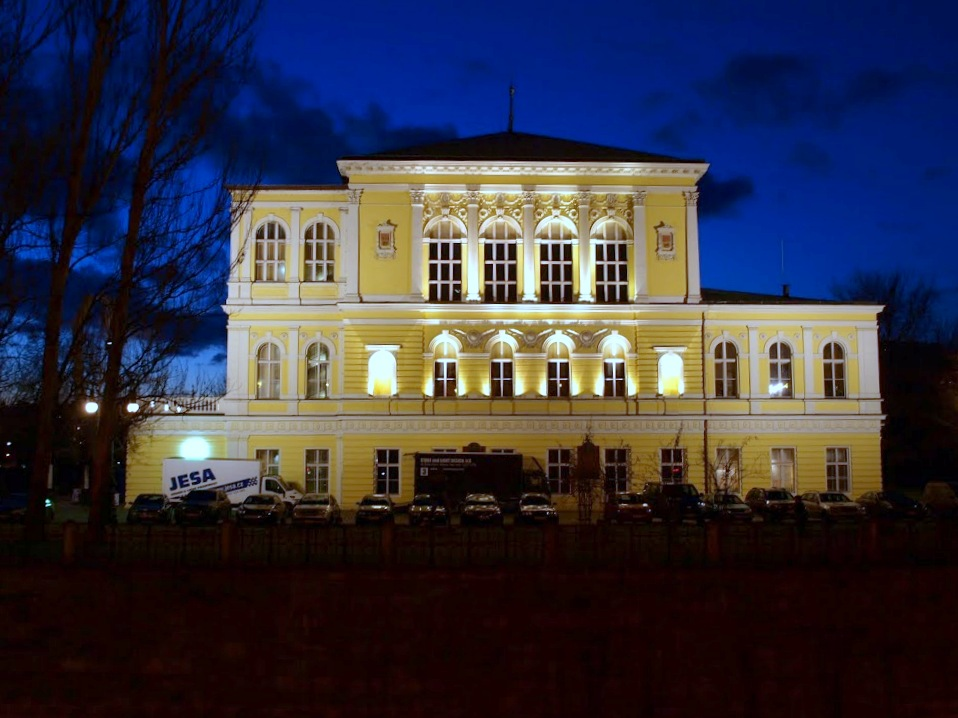
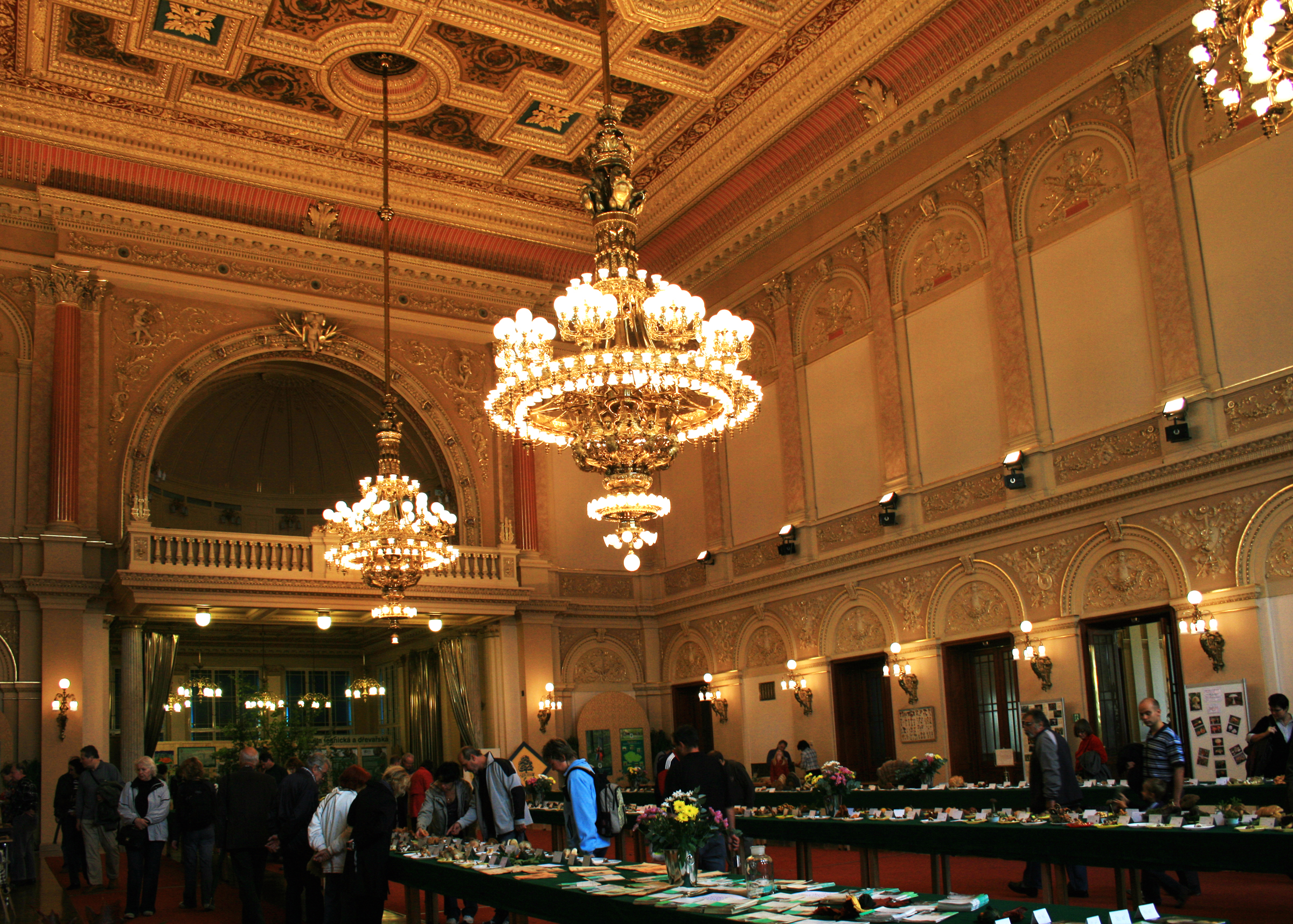